# مصفاة (منشأة)
المصفاة (بالإنجليزية: Refinery)‏ هي منشأة إنتاج تتكون من مجموعة من عمليات وحدة الهندسة الكيميائية وعمليات الوحدة لتكرير مواد معينة أو تحويل المواد الخام إلى منتجات ذات قيمة.

## أنواع المصافي
أنواع المصافي المختلفة هي كما يلي:
- مصفاة زيت البترول التي تحول النفط الخام إلى مع نسبة عالية الأوكتان (وقود السيارات / بنزين)، وزيت ديزل، وغازات البترول المسال (LPG)، والكيروسين، وزيوت وقود التدفئة، الهكسان، وزيوت التشحيم، والأسفلت وكوكالنفط.
- مصفاة زيت الطهي التي تحول زيت الطهي إلى منتج موحد في الطعم والرائحة والمظهر والثبات.
- مصنع معالجة الغاز الطبيعي، الذي يعمل على تنقية الغاز الطبيعي الخام وتحويله إلى غاز وقود سكني وتجاري وصناعي، وكذلك استعادة سوائل الغاز الطبيعي (NGL) مثل الإيثان والبروبان والبيوتان والبنتانات.
- مصفاة السكر، والتي تحول قصب السكر وبنجر السكر إلى سكر متبلور وشراب السكر.
- مصفاة الملح، التي تنظف الملح الشائع (NaCl)، الناتج عن التبخر الشمسي لمياه البحر، يليه الغسيل وإعادة التبلور.
- مصافي تكرير المعادن مثل الألومينا والنحاس والذهب والرصاص والنيكل والفضة واليورانيوم والزنك والمغنيسيوم والكوبالت.
- تكرير الحديد، وهي مرحلة من مراحل تكرير الحديد الخام (عادة من الحديد الزهر الرمادي إلى الحديد الزهر الأبيض)، قبل الزعنفة، والذي يحول الحديد الخام إلى حديد أو صلب.[1]

### مصفاة نفط نموذجية
في الصورة أدناه مخطط تدفق تخطيطي لمصفاة نفط نموذجية تمثل عمليات الوحدة المختلفة، وتدفق المنتجات الوسيطة بين مدخل النفط الخام والمنتجات النهائية. يصور الرسم التخطيطي واحدًا فقط من مئات التكوينات المختلفة، ولا يشمل أي من المرافق المعتادة مثل البخار ومياه التبريد، والطاقة الكهربائية، بالإضافة إلى صهاريج تخزين المواد الأولية للنفط الخام، والمنتجات الوسيطة والمنتجات النهائية.

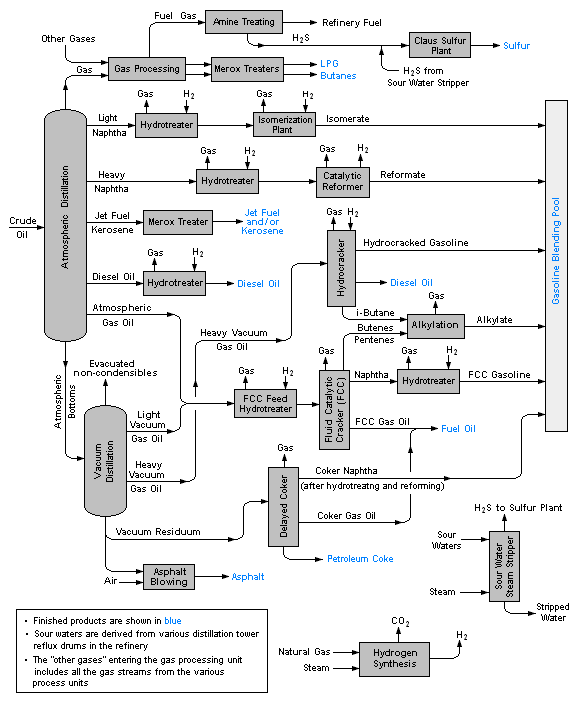
مخطط التدفق التخطيطي لمصفاة نفط نموذجية.

### معمل معالجة الغاز الطبيعي
الصورة أدناه عبارة عن مخطط تدفق تخطيطي لمحطة معالجة غاز طبيعي نموذجية يظهر عمليات وحدة مختلفة تحول الغاز الطبيعي الخام إلى أنابيب غاز إلى المستخدمين النهائيين.
يوضح مخطط تدفق الكتلة أيضًا كيف ينتج عن معالجة الغاز الطبيعي الخام الكبريت المنتج الثانوي، والإيثان المنتج الثانوي، وسوائل الغاز الطبيعي (NGL) والبروبان والبيوتان والبنزين الطبيعي (يُشار إليه بالبنتانات +).

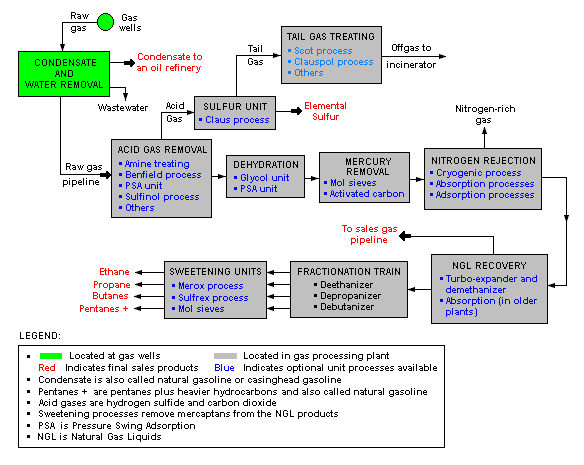
مخطط التدفق التخطيطي لمحطة معالجة الغاز الطبيعي النموذجية.

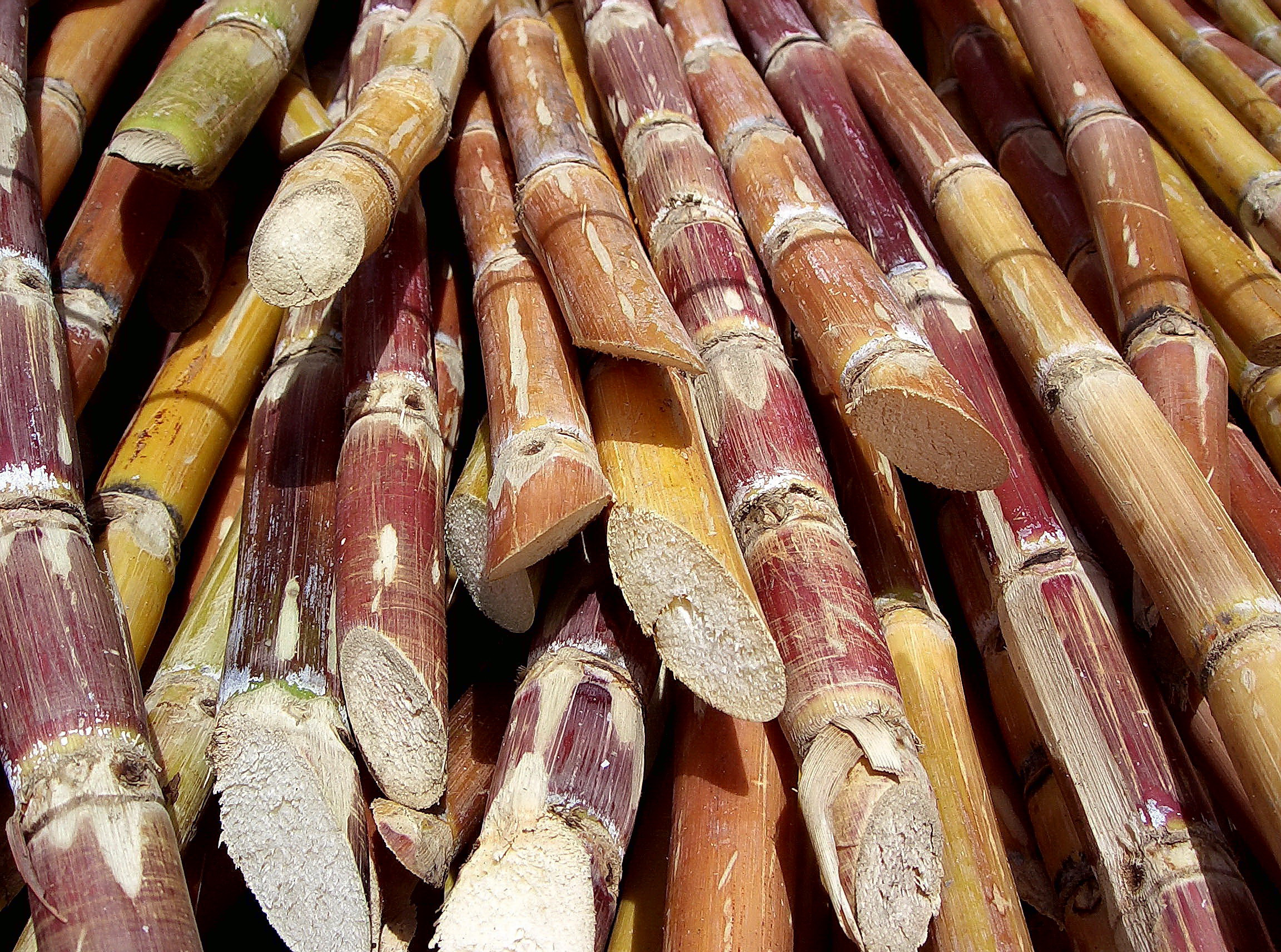
قصب السكر المحصود جاهزاً للتصنيع.

### تكرير السكر
ينتج السكر بشكل عام من قصب السكر أو بنجر السكر. نظرًا لأن الإنتاج العالمي للسكر من قصب السكر يبلغ ضعف إنتاج بنجر السكر على الأقل، فإن هذا القسم يركز على قصب السكر.

#### الطحن
تقليدياً، يتم تكرير قصب السكر إلى سكر على مرحلتين. في المرحلة الأولى، ينتج السكر الخام عن طريق طحن قصب السكر المحصود. وفي مطحنة السكر، يغسل قصب السكر ويقطع بواسطة سكاكين دوارة.
يخلط قصب السكر المقطّع بالماء ويسحق. وتجمع العصائر (التي تحتوي على 10-15٪ سكروز) وتخلط مع الجير لضبط الرقم الهيدروجيني إلى 7، للحيلولة دون التحول إلى جلوكوز وفركتوز وترسيب الشوائب. يسوى الجير والمواد الصلبة المعلقة اللأخرى، ويركز العصير المصفى في مبخر متعدد التأثيرات لصنع شراب يحتوي على حوالي 60 بالمائة من الوزن السكروز. يركز الشراب بشكل أكبر تحت التفريغ حتى يصبح مفرط التشبع ثم يزرع بالسكر البلوري. وعند التبريد، يتبلور السكر من الشراب. ثم تقوم الطرد المركزي بفصل السكر عن السائل المتبقي (دبس السكر). السكر الخام له لون أصفر إلى بني. يُستهلك السكر أحيانًا محليًا في هذه المرحلة، ولكنه يخضع عادةً لمزيد من التنقية. وتوضع فقاعات ثاني أكسيد الكبريت من خلال عصير القصب بعد التبلور في عملية تعرف باسم "الكبريتات". وتمنع هذه العملية تفاعلات تكوين اللون وتثبّت عصارة السكر لإنتاج سكر "مطحون أبيض" أو سكر "مزرعة أبيض".
المواد الصلبة الليفية، التي تسمى تفل قصب السكر، والتي تبقى بعد تكسير قصب السكر المقطّع تحرق للحصول على الوقود الذي يساعد مطحنة السكر على تحقيق الاكتفاء الذاتي من الطاقة. ويمكن استخدام أي فائض من تفل قصب السكر لتغذية الحيوانات، لإنتاج الورق أو حرقه لتوليد الكهرباء لشبكة الطاقة المحلية.

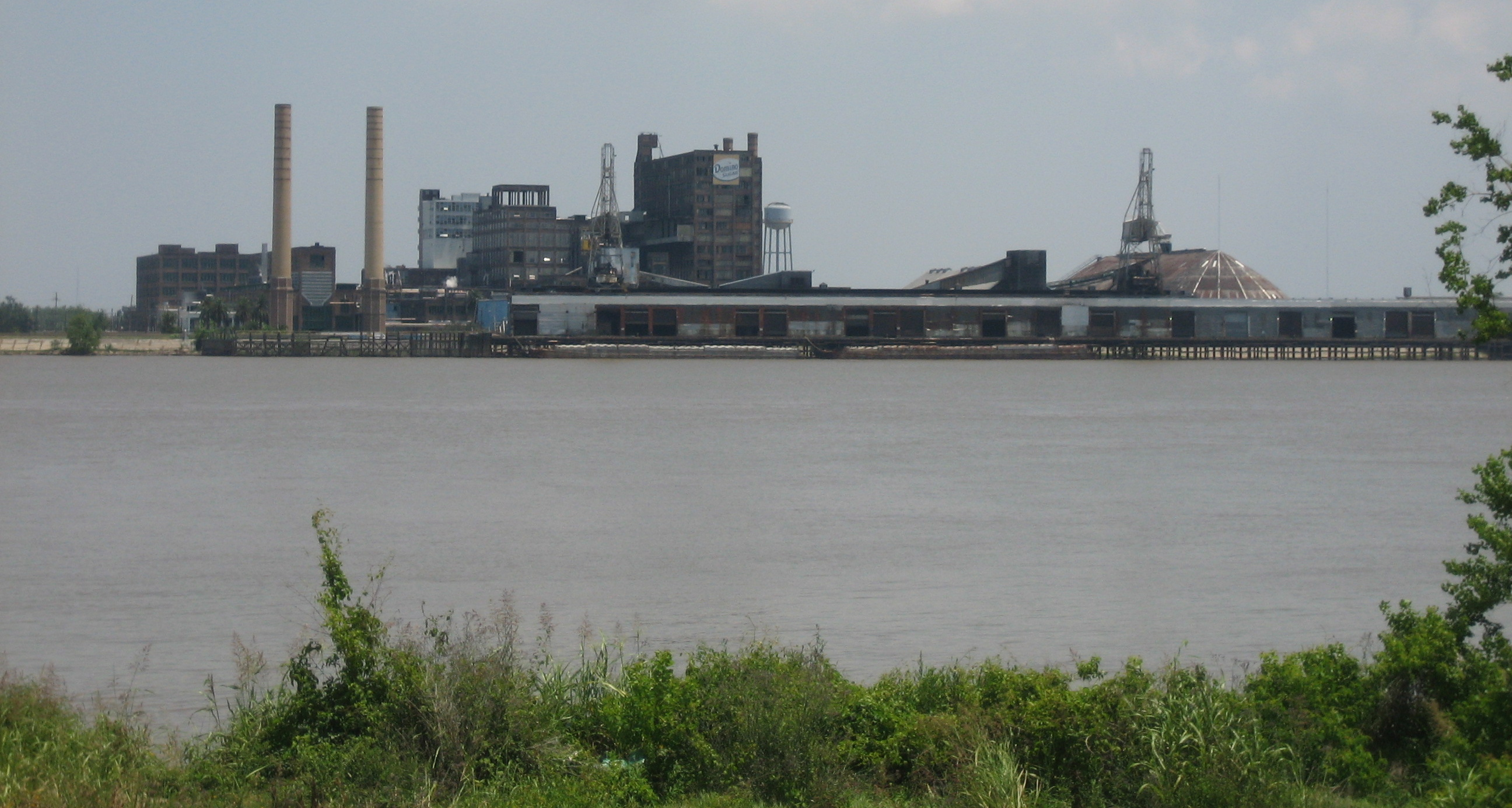
مصفاة سكر في منطقة عربي، لويزيانا، في الولايات المتحدة.

#### التكرير
غالبًا ما تنفذ المرحلة الثانية في المناطق التي تستهلك كميات كبيرة من السكر مثل أمريكا الشمالية وأوروبا واليابان. في المرحلة الثانية، ينتج السكر الأبيض الذي يحتوي على أكثر من 99% من السكروز النقي. في مثل هذه المصافي، يتم تنقية السكر الخام عن طريق التبلور الجزئي.